# Cyclostomatida
Cyclostomatida zijn een orde van mosdiertjes (Bryozoa) uit de klasse van de Stenolaemata.

## Taxonomie
De volgende taxa zijn bij de orde ingedeeld:
- Familie Stegohorneridae Borg, 1944
- Onderorde Articulina
- Onderorde Cancellata
- Onderorde Cerioporina
- Onderorde Fasciculina
- Onderorde Hederellida  †
- Onderorde Palaeostomata  †
- Onderorde Paleotubuliporina  †
- Onderorde Rectangulata
- Onderorde Tubuliporina
- Onderorde incertae sedis
  - Geslacht Diaperoforma Soule, Soule & Chaney, 1995
  - Geslacht Fasciculiporoides Kluge, 1955
  - Geslacht Idmoneoides Kluge, 1955
  - Geslacht Neuquenopora Taylor, Lazo & Aguirre-Urreta, 2008
  - Geslacht Pseudonevianopora Brood, 1976
  - Geslacht Rodinopora Taylor & Grischenko, 1999
  - Geslacht Tholopora Gregory, 1909